# Мијелографија
Мијелографија (MGT) (енгл. Myelography) је инвазивна радиолошка метода снимања спиналног канала кичме и кичмене мождине након убризгава инјекције непрозирног (контрастног) средства или ваздуха у субарахноидални простор слабинског дела кичме како би се он помешао са можданом течношћу (ликвором) и учинио тај простор „видљивим“ (у виду „обојених поља“) након просветљавања рендген зрацима.
Након примене контрастног материјала  добија се рендген слика на којој се може проучавати контура простора испуњеног ликвором (интрадурални простор). Тај простор као и продужеци корена живаца који излазе из кичмене мождине, могу се видети након снимања у различитим пројекцијама.
Са променом положаја болесника, контрастно средство се меша са ликвором или се заједно са њим помера од простора до простора, што омогућава преглед различитих структура (на различитим висинама) и истовремено уочити промењен изглед простора који окружују овојнице кичмене мождине, промене у кичменом каналу и присуство структура које изазвају притисак на кичмену мождину или живце (као што су хернијација диска, тумори или остеофити кичме). Мијелографија даје још боље резултате и квалитетнији приказ оштећења, ако се комбинује са магнетном резонантном томографијом (тада носи назив компјутеризована магнетна резонантна мијелографија).

## Индикације
Мијелографија је помоћна метода за дијагнозу обољења као што су:
- Хернијација међупршљенских дискова (дискус хернија)
- Тумора кичмене мождине и кичменог стуба
- Повреда кичме,
- Проширења крвне судова
- Друге аномалије, а посебно оне које прати компресија кичмене мождине.
- За процену поремећаја у кичменој мождине пре оперативних захвата на њој.
- За откривање и локализацију повреде корена нерава и кичмене мождине.
- За откривање и локализацију тумора у доњем делу мозга.

Компјутеризована (CT) мијелографија је изузетно корисна метода за пацијенте код којих се не може обавити снимање магнетном резонантном томографијом (нпр. код пацијената са пејсмејкером или кохлеарним имплантатима), или за оне код којих (MRT пружа ограничене информације (нпр. код пацијената са уграђеним великим металним помагалима у кичмени стуб).

## Поступак снимања
Контраст (рендгенолошка боја) убризгава се специјалном иглом у цереброспиналну течности (која окружује мозак и кичмену мождину) која се прати и снима уз помоћ флуороскопа, врста покретног рендгена.
Припрема
- Осам сати пре снимања пацијенту се ограничава унос јела или пиће.
- Пре снимања пацијент свлачи одећу и облачи специјалну болничку спаваћицу.
- Снимање обавља неурорадиолог и то амбулантно.

Техника извођења
- Прво се болеснику да локална анестезија на месту где се врши убод спиналном иглом којом се инјектира контрастно средства.
- Пре убризгавања контраста ради се класична лумбална пункција
- Дугачка специјална игла се убацује у спинални канал, уз помоћ слике на монитору радиоскопског апарата, и пажљиво се уводи у субарахноидални простор између слојева мембрана које окружују кичмену мождину.
- Када је игла на правилној позицији, убризгава се контраст и врши снимање.
- Да би се омогућило померање контраста дуж структура које се снимају, лагано се врши обарање главе при чему радиолог води рачуна да се контраст не доспе у мозак.
- Након теста болесник мора да провед у кревету најмање 12 часова са подигнутом главом и да уноси што више течности. Теже активности треба обуставити најмање 24 часа како би се залечио убод игле.

## Контраиндикације
- Висок интракранијални притисак.
- Алергија на контрастно средство.
- Сумња на спинални блок.
- Поремећаји крварења.
- Употреба антикоагулантних лекова.
- Инфекција меких ткива или инфекције кичменог стуба.
- Велика закривљеност кичме

## Мере опреза
- Метални предмети и протезе као што су пејсмејкер, протетска помагала или неки други метални предмети, не смеју се употребљавати за време мијелографије применом магнетне резонантне томографије.
- Алергију на контрастно средство као и претходно рађену интравенску пијелографију, или друга контрастна снимања пацијент мора да пријави.
- Пре снимања болесник треба да пријави нежељене реакције у организму, укључујући осип, едеме, и отежано дисање, а лекар пре мијелографије код таквих болесник треба да спроведе поступак премедикације.
- Особе са епилепсијом морају пре мијелографије, употребом лекова да стабилизују своје стање.
- Срчани болесници и болесници са бубрежним поремећајима захтевају посебне мере припрема.
- Пацијенти који користе лекове морају то да пријаве лекару јер се примена одређених лекова мора обуставити 48 часова пре снимања.
- Употреба лекова за згрушавање крви привремено се обуставља пре мијелографије.

## Недостаци
- Већина болесника нема нуспојаве након мијелогрфије. Међутим, код појединаца се може јавити главобоља, болови у удовима, или општа слабост, мучнина, повраћање, вртоглавица итд. Све ове тегобе нестају у року од 24 часа.
- Мијелографија је инвазивна дијагностичка метода.
- У току мијелографије болесник је изложен рендгенском зрачењу.
- Код пацијената осетњивих на контрастно средство може се јавити алергија.